# Jatropha intercedens
Jatropha intercedens är en törelväxtart som beskrevs av Ferdinand Albin Pax. Jatropha intercedens ingår i släktet Jatropha och familjen törelväxter.
Artens utbredningsområde är Bolivia. Inga underarter finns listade i Catalogue of Life.